# Liogenys forsteri
Liogenys forsteri är en skalbaggsart som beskrevs av Frey 1975. Liogenys forsteri ingår i släktet Liogenys och familjen Melolonthidae. Inga underarter finns listade i Catalogue of Life.